# Eleições presidenciais na Lituânia em 2009
As eleições presidenciais lituanas de 2009 ocorreram em 17 de abril.

## O pleito
Dois milhões e 700 mil eleitores foram convocados a votar neste pleito. A campanha eleitoral centrou-se na economia do país, que viu seu PIB cair mais de 12,5% no primeiro trimestre de 2009.

## Resultados e participação
Pouco antes do encerramento das urnas a taxa de participação não chegava aos 50%. Caso não consiga alcançar pelo menos 1/3 de votos do número total de votos, a candidata considerada vencedora, Dalia Grybauskaitė, teve de disputar um segundo turno. A comissária europeia do Orçamento surgia com quase 68% dos votos numa estimativa das bocas de urna. O adversário foi o social-democrata Algirdas Butkevičius que tinha perto de 12% dos votos nas estimativas.
No resultado final, Dalia Grybauskaitė foi eleita com 68% dos votos.

## Fonte
- Comissária europeia vence presidenciais na Lituânia